# Präsidentschaftswahl in Russland 1996
Die Präsidentschaftswahl in Russland 1996 war die zweite Wahl des russischen Präsidenten nach 1991. Außerdem war sie bislang die einzige Präsidentschaftswahl in Russland, die aus zwei Wahlgängen bestand. Der erste Wahlgang fand am 16. Juni, der zweite am 3. Juli 1996 statt.
Geprägt wurde diese Wahl vor allem vom politischen Kampf zwischen dem amtierenden Präsidenten Boris Jelzin und dem Vorsitzenden der Kommunistischen Partei Russlands Gennadi Sjuganow. Während der Erstere in den Monaten zuvor stark an Popularität eingebüßt hatte, was vor allem mit dem Scheitern der wirtschaftlichen Reformen, mehreren Korruptionsskandalen, dem andauernden Tschetschenienkrieg und seinen öffentlichen Auftritten unter Alkoholeinfluss zu erklären war, konnte Sjuganow insbesondere bei den zahlreichen Verlierern der Jelzin-Reformen an Anhängern gewinnen.

## Ergebnis

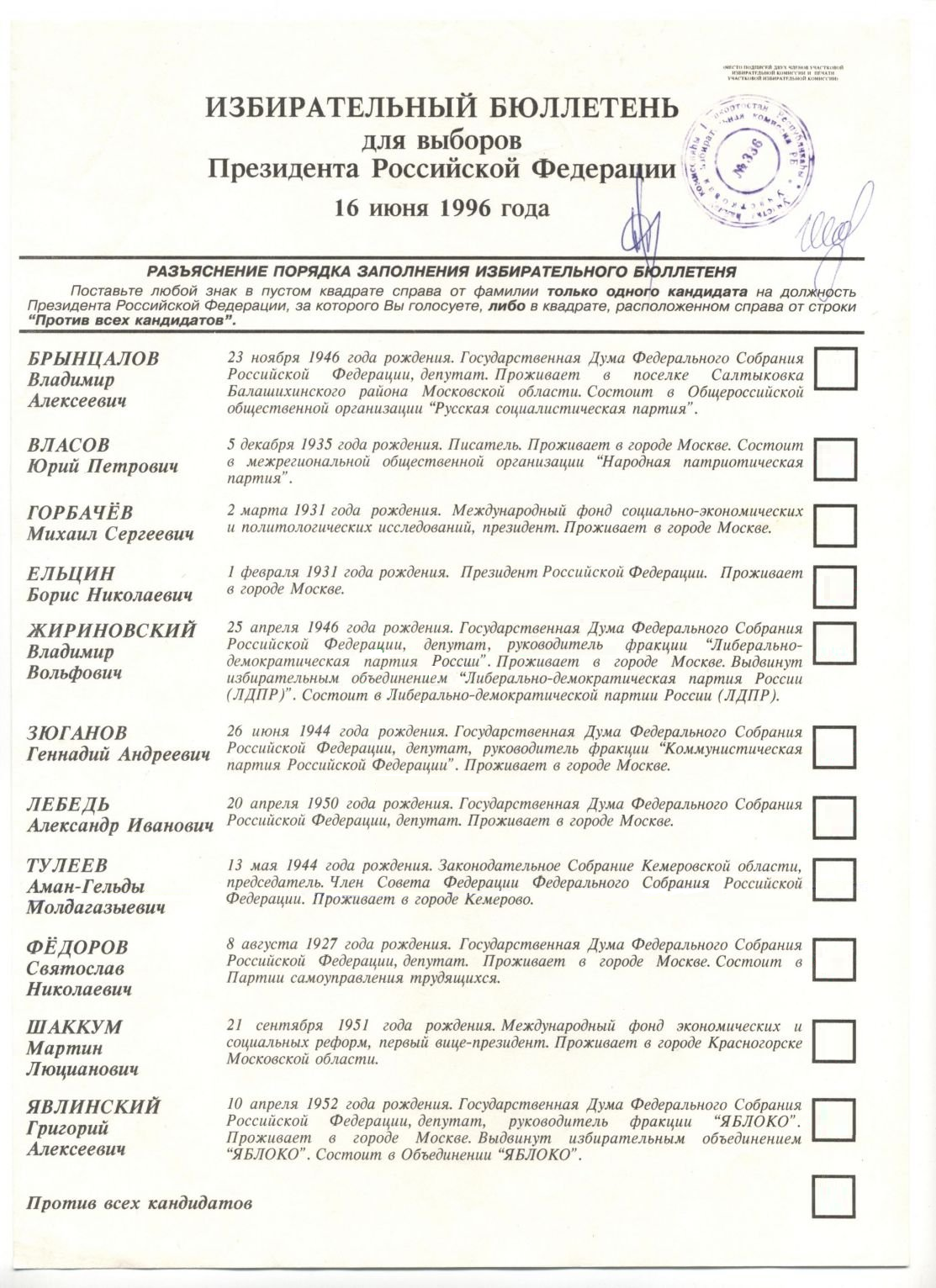
Stimmzettel (1. Wahlgang)

Da weder Jelzin noch Sjuganow die absolute Mehrheit der Wählerstimmen erreichen konnten, setzte die Zentrale Wahlkommission der Russischen Föderation den zweiten Wahlgang auf den 3. Juli 1996 an. Da dies ein Mittwoch war, machte die russische Regierung diesen Tag offiziell arbeitsfrei.
Ausgeschiedene Kandidaten, die eine dezidiert antikommunistische und antisowjetische Position vertraten, riefen ihre Wähler dazu auf, im zweiten Wahlgang Jelzin zu unterstützen. Eine entscheidende Rolle spielte dabei der ehemalige Generalleutnant Lebed, der im ersten Wahlgang den dritten Platz belegt hatte. Nachdem Jelzin ihn einige Tage nach dem ersten Wahlgang zum Sekretär des Sicherheitsrates ernannte, stellte sich Lebed de facto auf Jelzins Seite.
| Kandidaten                                                                                      | Kandidaten            | Parteien                                        | 1. Wahlgang | 1. Wahlgang | 2. Wahlgang | 2. Wahlgang |
| Kandidaten                                                                                      | Kandidaten            | Parteien                                        | Stimmen     | %           | Stimmen     | %           |
| ----------------------------------------------------------------------------------------------- | --------------------- | ----------------------------------------------- | ----------- | ----------- | ----------- | ----------- |
|                                                                                                 | Boris Jelzin          | Parteilos                                       | 26.665.495  | 35,3        | 40.208.384  | 53,8        |
|                                                                                                 | Gennadi Sjuganow      | Kommunistische Partei der Russischen Föderation | 24.211.686  | 32,0        | 30.113.306  | 40,3        |
|                                                                                                 | Alexander Lebed       | Kongress russkikh obschin                       | 10.974.736  | 14,5        |             |             |
|                                                                                                 | Grigori Jawlinski     | Jabloko                                         | 5.550.752   | 7,3         |             |             |
|                                                                                                 | Wladimir Schirinowski | LDPR                                            | 4.311.479   | 5,7         |             |             |
|                                                                                                 | Swjatoslaw Fjodorow   | Partiya samoupravleniya trudyashchikhsya        | 699.158     | 0,9         |             |             |
|                                                                                                 | Michail Gorbatschow   | Parteilos                                       | 386.069     | 0,5         |             |             |
|                                                                                                 | Martin Schakkum       | Reform                                          | 277.068     | 0,4         |             |             |
|                                                                                                 | Juri Wlassow          | Narodno-patrioticheskaya partiya                | 151.282     | 0,2         |             |             |
|                                                                                                 | Wladimir Brynzalow    | Russkaya sotsialisticheskaya partiya            | 123.065     | 0,2         |             |             |
|                                                                                                 | Aman Tulejew          | Parteilos                                       | 308         | 0,0         |             |             |
| Gegen alle                                                                                      | Gegen alle            | Gegen alle                                      | 1.163.921   | 1,5         | 3.604.550   | 4,8         |
| Ungültige Stimmen                                                                               | Ungültige Stimmen     | Ungültige Stimmen                               | 1.072.120   | 1,4         | 780.405     | 1,0         |
| Gesamt                                                                                          | Gesamt                | Gesamt                                          | 75.587.139  | 100         | 74.706.645  | 100         |
|                                                                                                 |                       |                                                 |             |             |             |             |
| Gültige Stimmzettel                                                                             | Gültige Stimmzettel   | Gültige Stimmzettel                             | 74.515.019  | –           | 73.926.240  | –           |
| Wähler                                                                                          | Wähler                | Wähler                                          | 75.587.139  | 69,7        | 74.706.645  | 68,8        |
| Wahlberechtigte                                                                                 | Wahlberechtigte       | Wahlberechtigte                                 | 108.495.023 |             | 108.600.730 |             |
|                                                                                                 |                       |                                                 |             |             |             |             |
| Quellen: Tsentral'naya izbiratel'naya komissiya Rossiyskoy Federatsii, 1. Wahlgang, 2. Wahlgang |                       |                                                 |             |             |             |             |

## Wahlbeeinflussung und Gerüchte über Wahlfälschungen
Der Sieg Boris Jelzins war aufgrund der Umfragen derart überraschend, dass bis heute Zweifel an der Rechtmäßigkeit des Ergebnisses nicht vollständig ausgeräumt werden konnten. Noch zwei Tage vor der Stichwahl wurde der Einsatz von US-Wahlhelfern aufseiten Jelzins von der Washington Post aufgedeckt. Erst einige Tage nach der Wahl veröffentlichte das Magazin Time einen ausführlichen Bericht über die Arbeit des Wahlkampfteams.
Bei der Wahl unterstützten die Vereinigten Staaten Boris Jelzin im Wahlkampf mit amerikanischen Beratern und in Russland tätigen US-Organisationen zur Demokratieförderung. Die USA fürchteten die Rückkehr der Kommunisten an die Macht.